# Zanthoxylum brisasanum
Zanthoxylum brisasanum är en vinruteväxtart som först beskrevs av José Cuatrecasas, och fick sitt nu gällande namn av Alma May Waterman. Zanthoxylum brisasanum ingår i släktet Zanthoxylum och familjen vinruteväxter. Inga underarter finns listade i Catalogue of Life.